# Вилибалд фон Рехберг
Вилибалд Хиацинт Йозеф Алойз Йохан Непомук Тадеус Никодемус фон Рехберг и Ротенльовен (на немски: Willibald Hyacinth Joseph Alois Johann Nepomuk Thaddäus von Rechberg-Rothenlöwen; * 1 юни 1780, Вайсенщайн; † 30 декември 1849, Мюнхен) от благородническия швабски род Рехберг, е граф фон Рехберг и Ротенльовен цу Хоенрехберг (при Швебиш Гмюнд) и кралски баварски дипломат.

## Произход
Той е син (13-о от 14 деца) на фрайхер (от 1810 граф) Максимилиан фон Рехберг (1736 – 1819) и съпругата му фрайин Валпурга Мария Терезия Геновефа фон и цу Зандицел (1744 – 1818), дъщеря на фрайхер Максимилиан Емануел Франц Йохан Поликарп Зандицел (* 1702) и графиня Максимилиана Мария Моравитцка фон Руднитц.
Брат му Алойз фон Рехберг (1766 – 1849) е от 1817 г. баварски министър на външните работи, а брат му баварският генерал Антон фон Рехберг (1776 – 1837) се жени 1814 г. в пфалцската линия на Вителсбахите.
Вилибалд фон Рехберг умира бездетен на 69 години на 30 декември 1849 г. в Мюнхен.

## Фамилия
Вилибалд фон Рехберг се жени в Мюнхен на 27 август 1825 г. за племенницата си графиня Фридерика Луиза фон Рехберг (* 5 март 1800, Регенсбург; † 10 май 1883, Донцдорф), дъщеря на брат му Алойз фон Рехберг (1766 – 1849) и графиня Мария Анна фон Шлитц фон Гьортц (1778 – 1825). Бракът е бездетен.